# 雅致黑粉菌
雅致黑粉菌（学名：Ustilago elegans）是属于黑粉菌目黑粉菌科黑粉菌属的一种真菌，寄生在虎尾草属植物上。该种分布于中国、美国。